# Giuseppe Azzini
Giuseppe Azzini (* 26. März 1891 in Gazzuolo; † 11. Dezember 1925 in Ospedaletti) war ein italienischer Radrennfahrer. 
Azzini war der Bruder der Radprofis Ernesto und Luigi Azzini. Im Jahr 1913 entschied er das Rennen Mailand–Turin für sich. Beim Giro d’Italia im Jahr 1913 gewann er die vierte und fünfte Etappe und belegte in der Gesamtwertung den dritten Platz. Auch 1914 siegte er bei zwei Etappen des Giro d’Italia und trug das Maglia Rosa für einen Tag. Nach dem Ersten Weltkrieg gewann er 1920 und 1921 den Giro della Provincia Milano. 1925 startete er beim Sechstagerennen in New York und belegte gemeinsam mit dem Tunesier Ali Neffati Platz fünf. Als Berufsfahrer gewann er insgesamt neun Rennen.
Im selben Jahr starb Giuseppe Azzini im Alter von 34 Jahren an Tuberkulose, wie sein älterer Bruder Ernesto knapp zweieinhalb Jahre zuvor.

## Erfolge
1911
- Giro dell’Umbria
- Italienischer Straßenmeister (Amateure)

1913
- zwei Etappen Giro d’Italia
- Giro Tre Province

1914
- zwei Etappen Giro d’Italia

1920
- Gesamtwertung und eine Etappe Giro della Provincia Milano (mit Costante Girardengo)

1921
- Giro della Provincia Milano